# Екстерналізм
Екстерналізм — філософсько-методологічна позиція, в якій наукове пізнання орієнтується значною мірою зовнішніми умовами, в тому числі соціальними, історичними, політичними замовленнями. Екстерналізм протилежний інтерналізму.
Екстерналізм може проявлятися в характері дослідної поведінки вчених; в стандартах науковості того чи іншого напрямку розвитку науки; в ігноруванні досліджень інших держав або мовних груп.